# دومیتسیانا جوردانو
دومیتسیانا جوردانو (ایتالیایی: Domiziana Giordano؛ زادهٔ ۴ سپتامبر ۱۹۵۹) بازیگر و عکاس اهل ایتالیا است. وی از سال ۱۹۸۰ میلادی تاکنون مشغول فعالیت بوده‌است. از فیلم‌هایی که وی در آن نقش داشته‌است می‌توان به زندگی عجیب است و نوستالژیا ساختهٔ آندری تارکوفسکی اشاره کرد.